# Baza 71 Aeriană „General Emanoil Ionescu” de la Câmpia Turzii

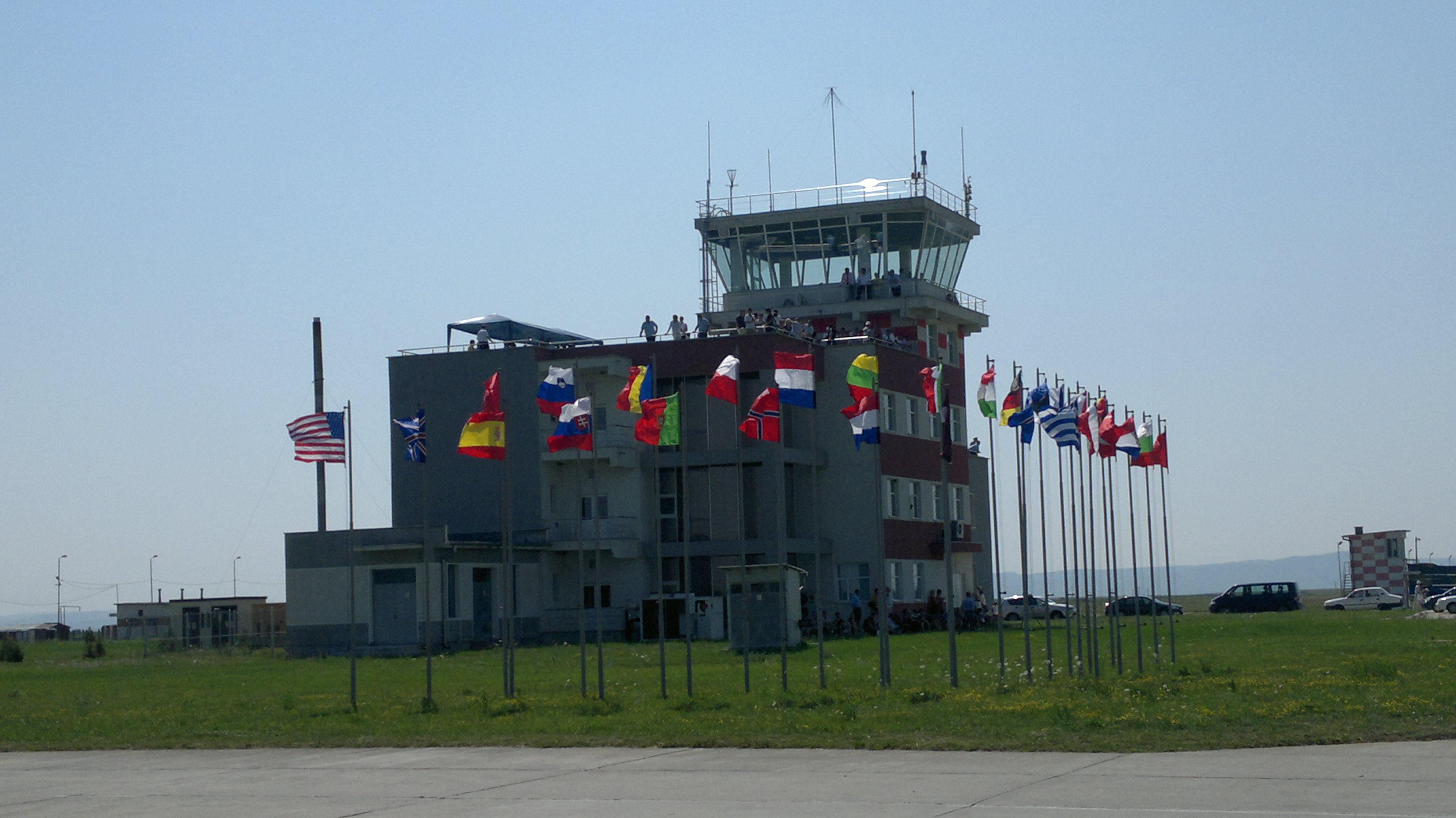
Clădirea turnului de control

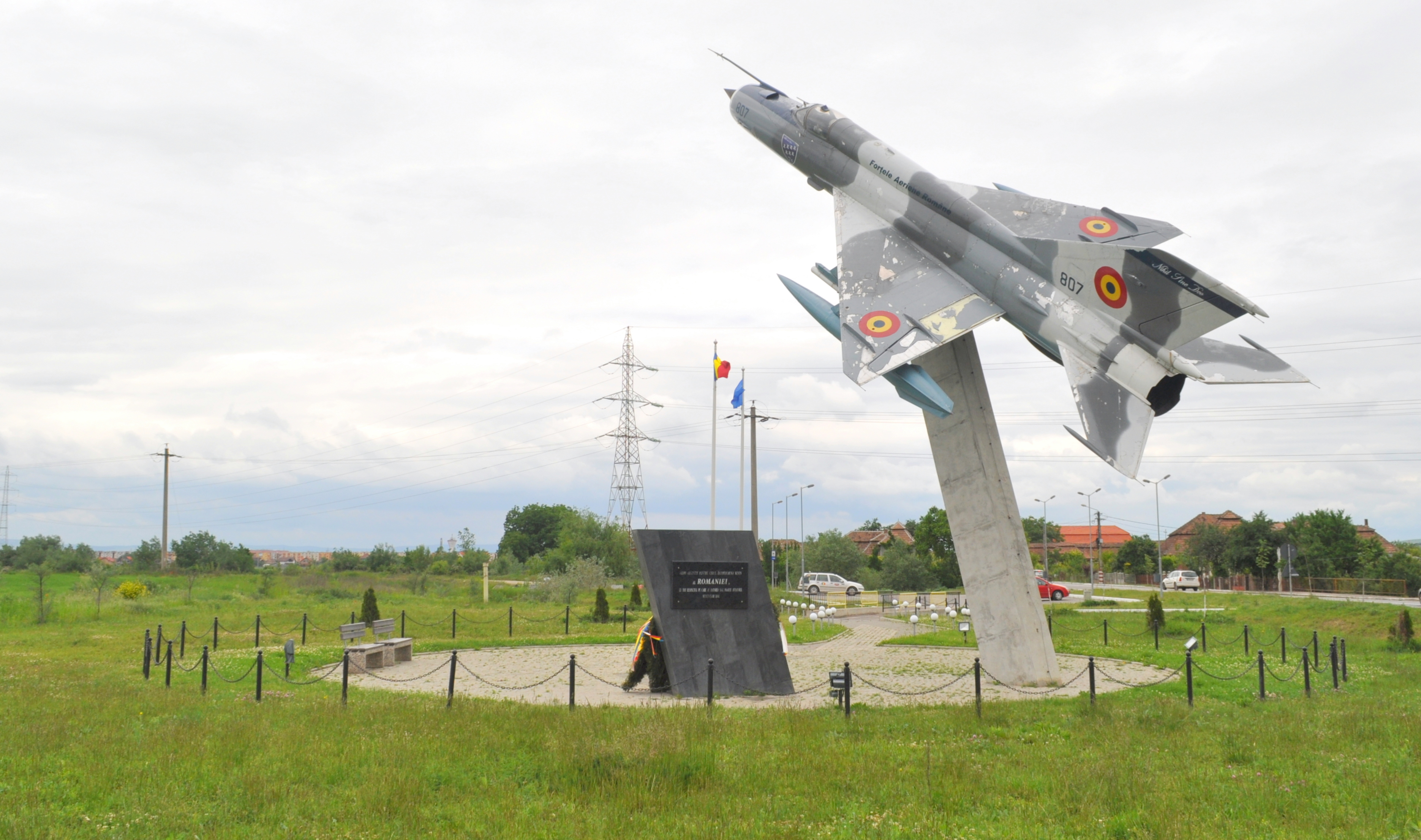
Monumentul eroilor aviatori de la Flotila 71 Aeriană

Baza 71 Aeriană a Forțelor Aeriene Române este localizată lângă orașul Câmpia Turzii, în Județul Cluj. Baza a fost fondată pe 1 iunie 2002, în urma unui program de reorganizare a Armatei Române.
Baza 71 Aeriană efectuează misiuni aeriene în toate condițiile meteo, zi și noapte.

## Dotare în prezent
| Model         | Imagine              | Origine                               | Tip                     | Versiuni                                  | În uz   | Note                                                         |
| Avioane       | Avioane              | Avioane                               | Avioane                 | Avioane                                   | Avioane | Avioane                                                      |
| ------------- | -------------------- | ------------------------------------- | ----------------------- | ----------------------------------------- | ------- | ------------------------------------------------------------ |
| F-16          |                      | Statele Unite ale Americii Portugalia | Avion de luptă multirol | F-16 Block 15 MLU M5.2                    | 17      |                                                              |
| MiG-21 LanceR |                      | România                               |                         |                                           | 29      |                                                              |
| MiG-21 LanceR | Avion de antrenament | România                               | MiG-21 LanceR B         | versiune de instruire sunt 9              | 29      |                                                              |
| MiG-21 LanceR | Avion de vânătoare   | România                               | MiG-21 LanceR C         | optimizat pentru misiuni aer-aer intre 20 | 29      |                                                              |
| An-26         |                      | România                               | Avion de transport      | An-26                                     | 1       | va fi menținut în dotare până în 2024 sau mai târziu         |
| An-30         |                      | România                               | Avion de cercetare      | An-30                                     | 2       | pentru misiuni geodezice și în cadrul acordului "Open Skies" |

| Model   | Imagine | Origine                               | Tip                     | Versiuni               | În uz   | Note    |
| Avioane | Avioane | Avioane                               | Avioane                 | Avioane                | Avioane | Avioane |
| ------- | ------- | ------------------------------------- | ----------------------- | ---------------------- | ------- | ------- |
| F-16    |         | Statele Unite ale Americii Portugalia | Avion de luptă multirol | F-16 Block 15 MLU M5.2 | 16+1    |         |